# Рудогорлий пустковик
Рудогорлий пустковик (Pyrrholaemus) — рід горобцеподібних птахів родини шиподзьобових (Acanthizidae). Представники цього роду є ендеміками Австралії.

## Види
Виділяють два види роду Рудогорлий пустковик:
- Пустковик рудогорлий (Pyrrholaemus brunneus)
- Пустковик малий (Pyrrholaemus sagittatus)

## Етимологія
Наукова назва роду Pyrrholaemus походить від сполучення слів дав.-гр. πυρρος — червоний і λαιμος — горло.